# Rock and Roll Music
Rock and Roll Music – piosenka napisana i wykonana przez Chucka Berry'ego. Utwór ten stał się hitem w roku 1957, osiągnął 8 miejsce na Billboard Hot 100. Wykonywany był przez wielu artystów, a najbardziej znane covery to wersje The Beatles i The Beach Boys.
Tekst piosenki opisuje zalety rock and rolla. Magazyn Rolling Stone umieścił utwór na 128 miejscu listy 500 utworów wszech czasów.

## Wersja The Beatles
Zespół The Beatles wykonywał tę piosenkę we wczesnych latach zespołu, gdy śpiewali ją na koncertach w Hamburgu, grali ją też w telewizyjnym show dla BBC Pop Go The Beatles. Ostatecznie The Beatles wydali swoją wersję piosenki na albumie Beatles for Sale.

### Twórcy
1. John Lennon – wokal, gitara rytmiczna
2. Paul McCartney – gitara basowa
3. George Harrison – gitara elektryczna
4. Ringo Starr – perkusja
5. George Martin – fortepian

## Wersja The Beach Boys
The Beach Boys wydali tę piosenkę 24 maja 1976. Nagranie wyróżnia się formą muzyczną, w tej wersji słyszymy charakterystyczne chórki „Rock, Roll, Rockin 'and roll”.

### Twórcy
1. Mike Altschol – saksofon, klarnet
2. Ed Carter – gitara
3. Steve Douglas – saksofon
4. Dennis Dreith – saksofon, klarnet
5. Gene Estes – perkusja
6. Billy Hinsche – gitara
7. Al Jardine – śpiew
8. John Kelson – saksofon, klarnet
9. Mike Love – wokal
10. Carol Lee Miller – harfa
11. Jack Nimitz – saksofon, klarnet
12. Brian Wilson – organy, fortepian, bas, syntezator
13. Carl Wilson – śpiew
14. Dennis Wilson – perkusja, śpiew
15. Marilyn Wilson – śpiew